# Andy Stott
 (mars 2018).
Si vous disposez d'ouvrages ou d'articles de référence ou si vous connaissez des sites web de qualité traitant du thème abordé ici, merci de compléter l'article en donnant les références utiles à sa vérifiabilité et en les liant à la section « Notes et références ».
Pour les articles homonymes, voir Stott.
Andy Stott est un producteur de musique dub techno basé à Manchester. Il a publié cinq albums sous le label Modern Love.

## Discographie

### Albums studio
- 2006 - Merciless
- 2008 - Unknown Exception
- 2012 - Luxury Problems
- 2014 - Faith in Strangers
- 2016 - Too Many Voices
- 2021 - Never the Right Time

### Singles et EPs
Andy Stott:
- 2005: Replace (EP)
- 2005: "Ceramics"
- 2005: Demon in the Attic (EP)
- 2006: "Choke" / "For the Love"
- 2006: "Merciless"
- 2006: The Nervous (EP)
- 2007: "Handle with Care" / "See in Me"
- 2007: The Massacre (EP)
- 2007: Fear of Heights (EP)
- 2007: "Hostile"
- 2008: Bad Landing (EP)
- 2009: "Brief Encounter" / "Dripping"
- 2010: "Tell Me Anything" / "Love Nothing"
- 2011: We Stay Together (EP)
- 2011: Passed Me By (EP)
- 2013: Anytime Soon
- 2019: It Should Be Us (2 x EP)

Millie & Andrea
- 2008: "Black Hammer" / "Gunshot (Stripped)"
- 2009: "Spectral Source" / "Ever Since You Came Down"
- 2009: "Temper Tantrum" / "Vigilance"
- 2014: Drop the Vowels (Album)

Andrea
- 2010: "You Still Got Me" / "Got to Forget"
- 2010: "Retail Juke" / "Write Off"

### Remixes
- 2011: "Know Where (Andy Stott Remix)" on Holy Other's EP With U
- 2011: "Great (Andy Stott Remix)" on Hatti Vatti EP Great
- 2012: "Keep It Low (Andy Stott Remix)" on The Hundred in the Hands EP Keep It Low
- 2012: "Pleasure (Andy Stott Remix)" on Blondes' album Blondes
- 2013: "Valentine (Andy Stott Remix)" on False Idols' One sided-12"
- 2013: "Concrete (Andy Stott Remix)" (remix of Batillus song)
- 2015: "Boys Latin (Andy Stott Remix)" (remix of Panda Bear's song "Boys Latin" off of his 2015 release "Panda Bear Meets the Grim Reaper")
- 2015: "MG – Europa Hymn (Andy Stott Remix) " (remix of Martin Gore's song)